# Genios de la carne
Genios de la carne es un programa de televisión chileno del género show cooking, transmitido por Mega Plus los días jueves a las 22:00 horas, y por Mega los sábados a las 0:10 horas. Es presentado por el crítico gastronómico Daniel Greve y el yutúber Nicolás Klocker (conocido como Profesor Klocker), quienes recorren Chile en busca de chefs y asadores para conocer cómo cocinar distintos tipos de carnes. Su primer capítulo se exhibió el día 15 de agosto de 2019 por Mega Plus, y el 24 de agosto del mismo año, inició su transmisión por Mega. La temporada consta de doce capítulos.